# كيت ناش
كيت ماري ناش (بالإنجليزية: Kate Nash)‏  (ولدت في 6 يوليو 1987) هي مغنية إنجليزية، كاتبة أغاني، ملحنة وممثلة. إشتهرت ناش للصدارة الموسيقية في المملكة المتحدة من خلال أغنيتها الناجحة Foundations التي صدرت 2007.

## حياتها المبكرة
ولدت ناش في 6 يوليو 1987 في هارو ‏ في لندن[2]. لأب إنجليزي يدعى ستيف ناش وأم إيرلندية، تدعى ماري وتعمل كممرضة في دار المسنين.

## مهنتها الموسيقية
ناش لديهاشعر أحمر طبيعي، ولكن اعتباراً من عام 2013 قامت بصبغ شعرها باللون الأسود والأشقر. في الأصل صبغت شعرها باللون الأسود لدورها السينمائي كارول فيتحية من تيم باكلي ‏، وحافظت على هذا المظهر لأجل ألبوم «كلام فتاة» لأنه يجعلها «تشعر بالقوة أكثر». في أبريل 2014، صبغت شعرها بالوردي لأدائها في مهرجان كواتشيلا. 

## الأفلام والمسلسلات
| السنة     | العنوان                    | الدور                          | ملاحظات   |
| --------- | -------------------------- | ------------------------------ | --------- |
| 2012      | Greetings from Tim Buckley | كارول                          |           |
| 2013      | Syrup                      | بيث                            |           |
| 2013      | Powder Room                | ميشيل                          |           |
| 2014      | The Distortion of Sound    | بنفسها                         |           |
| 2015      | The Devil You Know         | بريدجيت بيشوب                  | Pilot     |
| 2017–الآن | GLOW                       | Rhonda "Britannica" Richardson | Recurring |
| 2018      | Drop the Mic               | بنفسها                         |           |

## وصلات خارجية
- كيت ناش على موقع IMDb (الإنجليزية)
- كيت ناش على موقع ألو سيني (الفرنسية)
- كيت ناش على موقع ميوزك برينز (الإنجليزية)
- كيت ناش على موقع رولينغ ستون (الإنجليزية)
- كيت ناش على موقع أول موفي (الإنجليزية)
- كيت ناش على موقع أول ميوزيك (الإنجليزية)
- كيت ناش على موقع ديسكوغز (الإنجليزية)
- كيت ناش على موقع قاعدة بيانات الفيلم (الإنجليزية)
- كيت ناش على موقع كينوبويسك (الروسية)
- الموقع الرسمي